# Erromenus defectivus
Erromenus defectivus är en stekelart som beskrevs av Carl Gustav Alexander Brischke 1892. Erromenus defectivus ingår i släktet Erromenus och familjen brokparasitsteklar. Inga underarter finns listade i Catalogue of Life.